# 庫爾斯克站 (阿爾巴特-波克羅夫卡線)
庫爾斯克站（羅馬化：Kurskaya）是莫斯科地鐵阿爾巴特－波克羅夫卡線的一個車站。站名來自於附近的庫爾斯克站，設計者是L. M. Polyakov，竣工於1938年。車站牆壁為灰色大理石。